# Quest Pistols
Quest Pistols Show es una banda de pop rock ucraniana formada en 2007. Los miembros de la banda comenzaron en el mundo de la música como integrantes de un show de baile llamado Quest Ballet. Sus actuaciones fueron un éxito entre los televidentes y como consecuencia de ello surgió la banda. Desde su formación, la banda ha lanzado dos álbumes de estudio; Dlja Tebja, en 2007, y Superklass, en 2008.
En 2008 la banda ganó el premio MTV Europe Music Awards 2008 al mejor grupo ucraniano del año. En ese mismo año, Quest Pistols apareció en la banda sonora del videojuego Grand Theft Auto IV, en la radio ficticia Vladivostok FM, con su sencillo "Мама".

## Discografía
- Dlja Tebja (2008), Megaliner Records
- Superklass (2009), Moon Records
- Lyubimka  (2016), Palagin